# Ойо (округ)
Ойо (порт. Oio) — регион в Гвинее-Бисау. Входит в состав Северной провинции страны.

## География

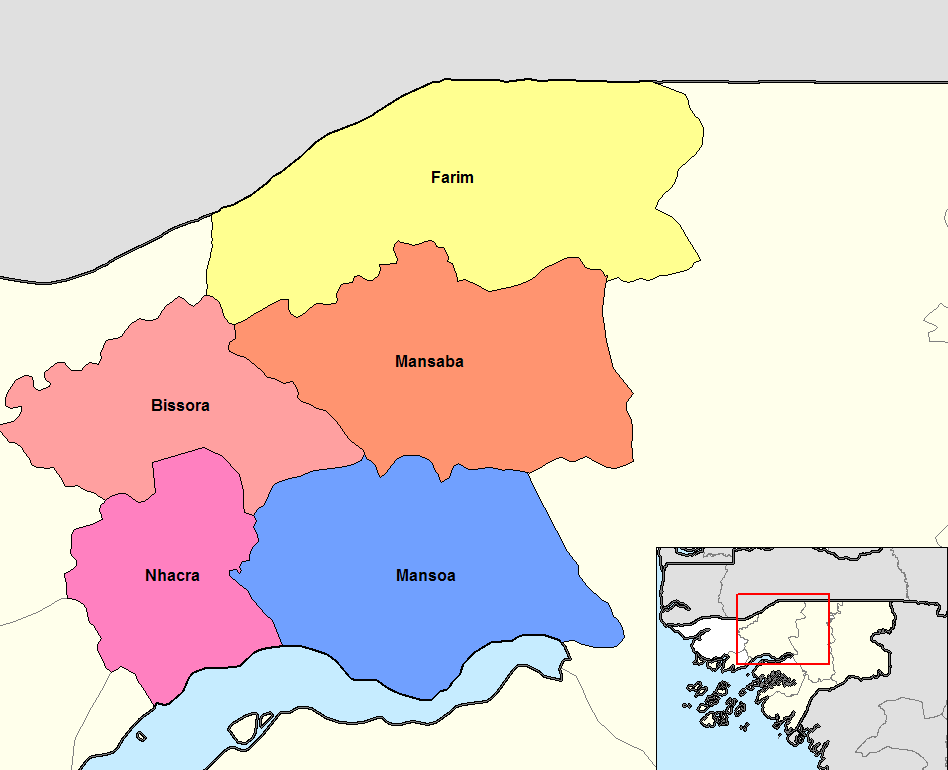
Карта

- Административный центр — город Фарим.
- Площадь — 5403 км², население — около 230 000 человек (2010 год).

Среди других городов региона следует назвать Нгакра, Мансоа, Бисоран и Кумере. На севере округ Ойо граничит с Сенегалом, на западе с округом — Кашеу, на юго-западе — с округом Биомбо, на востоке от него находится регион Бафата. С юга территорию Ойо омывают воды широкой дельты реки Жеба. Наивысшей точкой в целом этой низменной территории является возвышенность Томбандинто (70 м). На севере региона протекает река Канжамбари. Большую часть территории Ойо занимают тропические леса и мангровые болота.
В административном отношении регион Ойо подразделяется на пять секторов: Биссора, Фарим, Мансаба, Мансоа и Нгакра.

## Демография и религия
Население региона Ойо составляют народы мандинка, фульбе, баланте, пепель, манканья и бола.
В религиозном отношении христиане, в подавляющем большинстве католики составляют 15,8 % населения региона, мусульмане — 42,1 %, последователи местных анимистских культов — 20,8 %, атеистами себя назвали 0,9 % жителей Ойо.

## Экономика
В хозяйственном отношении наиболее развиты районы, прилегающие к дельте реки Жеба, жители которых заняты ловлей рыбы и крабов. Значительную роль также играет сельскохозяйственный сектор. Средняя заработная плата у сельскохозяйственных рабочих приблизительно равна эквиваленту в 2 американских доллара в день.